# Kuća Barbić u Hvaru
Kuća Barbić u gradiću Hvaru, ul. Matija Ivanića 12, zaštićeno kulturno dobro.

## Opis dobra
Gotička jednokatnica izgrađena sredinom XV. stoljeća na trgu ispred crkve sv. Duha. Na monofori drugog kata je je istaknut grb obitelji Barbis. Kuća je bila ruina, a zajedno sa svodom iznad ulice obnovljena je sedamdesetih godina XX. stoljeća. U prizemlju su izvorna dućanska vrata i prozor iz vremena gradnje.

## Zaštita
Pod oznakom Z-6660 zaveden je kao nepokretno kulturno dobro - pojedinačno, pravna statusa zaštićena kulturnog dobra, klasificirano kao "stambeno-poslovne građevine".